# 천호중학교
천호중학교(千戶中學校)는 대한민국 서울특별시 강동구 천호동에 위치한 공립 중학교이다.

## 학교 연혁
- 1969년 11월 7일 : 천호중학교 설립인가 42학급
- 1969년 11월 15일 : 초대 한응수 교장 취임
- 1973년 2월 28일 : 제1회 졸업(329명 남 135명, 여 194명)
- 2009년 12월 17일 : 개축식(BTL) 2007.07~2009.12
- 2022년 9월 1일 : 제21대 권미숙 교장 취임
- 2023년 2월 3일 : 제51회 졸업(6학급 169명) 누적졸업생 32,699명
- 2023년 3월 2일 : 신입생(6학급 152명 남 99명, 여 53명) 입학

## 참고 자료
- 천호중학교 - 한국교육학술정보원 학교알리미